# Avicularia exilis
Avicularia exilis é uma espécie de aranha pertencente à família Theraphosidae (tarântulas).